# Metalist-2 Charków
Metalist-2 Charków (ukr. Футбольний клуб «Металіст-2» Харків, Futbolnyj Kłub "Metalist-2" Charkiw) – ukraiński klub piłkarski z siedzibą w Charkowie. Jest drugim zespołem klubu Metalist Charków. Status profesjonalny otrzymał w roku 1996.
Zgodnie regulaminu klub nie może awansować do ligi, w której już gra I zespół klubu, oraz nie może występować w rozgrywkach Pucharu Ukrainy.
W latach 1996—2005 występował w rozgrywkach ukraińskiej Drugiej Lihi.
Obecnie występuje jako klub dublerów Metalist Charków.

## Historia
Chronologia nazw:
- 1996: Awanhard Merefa (ukr. «Авангард» Мерефа)
- 1997: Awanhard-Metalist Charków (ukr. «Авангард-Металіст» Харків)
- 1997—2005: Metalist-2 Charków (ukr. «Металіст-2» Харків)

Drużyna piłkarska Awanhard została założona w mieście Merefa.
W 1996 roku Awanhard Merefa zgłosił się do rozgrywek w Drugiej Lidze i otrzymał status profesjonalny.
Od sezonu 1996/97 występował w Drugiej Lidze. Po rundzie jesiennej klub przeniósł się z Merefy do Charkowa i został drugim zespołem klubu Metalist Charków W rundzie wiosennej klub występował już z nową nazwą Awanhard-Metalist Charków.
Przed rozpoczęciem sezonu 1997/98 klub zmienił nazwę na Metalist-2 Charków.
Po sezonie 2004/05 klub zrezygnował z występów, kiedy wprowadzono turniej dublerów. Drugi zespół występuje jako klub dublerów Metalist Charków.

## Sukcesy
- 4 miejsce w Drugiej Lidze (1 x):

1998/99

## Inne
- Metalist Charków